# Garvin (Oklahoma)
Garvin és un poble dels Estats Units a l'estat d'Oklahoma. Segons el cens del 2000 tenia 143 habitants.

## Demografia
Segons el cens del 2000, Garvin tenia 143 habitants, 53 habitatges, i 39 famílies. La densitat de població era de 184 habitants per km².
Dels 53 habitatges en un 34% hi vivien nens de menys de 18 anys, en un 58,5% hi vivien parelles casades, en un 11,3% dones solteres, i en un 26,4% no eren unitats familiars. En el 22,6% dels habitatges hi vivien persones soles el 9,4% de les quals corresponia a persones de 65 anys o més que vivien soles. El nombre mitjà de persones vivint en cada habitatge era de 2,7 i el nombre mitjà de persones que vivien en cada família era de 3,15.
Per edats la població es repartia de la següent manera: un 33,6% tenia menys de 18 anys, un 4,9% entre 18 i 24, un 32,2% entre 25 i 44, un 18,2% de 45 a 60 i un 11,2% 65 anys o més.
L'edat mediana era de 32 anys. Per cada 100 dones de 18 o més anys hi havia 93,9 homes.
La renda mediana per habitatge era de 29.375 $ i la renda mediana per família de 30.833 $. Els homes tenien una renda mediana de 23.125 $ mentre que les dones 19.375 $. La renda per capita de la població era d'11.633 $. Entorn del 8,3% de les famílies i el 10% de la població estaven per davall del llindar de pobresa.

## Poblacions més properes
El següent diagrama mostra les poblacions més properes.